# Presidenti del Consiglio regionale della Linguadoca-Rossiglione
Il presidente del Consiglio regionale della Linguadoca-Rossiglione (in francese Président du conseil régional de de Languedoc-Roussillon) era il capo del governo dell'ex regione francese della Linguadoca-Rossiglione e il capo del suo Consiglio regionale.
Con la riforma delle regioni, a partire dal gennaio 2016 le sue funzioni sono assunte dal presidente Consiglio regionale dell'Occitania

## Elenco
| Mandato                              | Presidente | Presidente         | Partito | Partito                                                              |
| ------------------------------------ | ---------- | ------------------ | ------- | -------------------------------------------------------------------- |
| 3 gennaio – 26 giugno 1974           |            | Francis Vals       |         | Partito Socialista                                                   |
| 24 settembre 1974 – 2 maggio 1983    |            | Edgar Tailhades    |         | Partito Socialista                                                   |
| 2 maggio 1983 – 21 marzo 1986        |            | Robert Capdeville  |         | Partito Socialista                                                   |
| 21 marzo 1986 – 2 aprile 2004        |            | Jacques Blanc      |         | Unione per la Democrazia Francese / Unione per un Movimento Popolare |
| 2 aprile 2004 – 24 ottobre 2010†     |            | Georges Frêche     |         | Partito Socialista poi Divers gauche                                 |
| 10 novembre 2010 – 26 agosto 2014    |            | Christian Bourquin |         | Partito Socialista poi Divers gauche                                 |
| 29 settembre 2014 – 31 dicembre 2015 |            | Damien Alary       |         | Partito Socialista                                                   |